# Tipula (Eremotipula) anasazi
Tipula (Eremotipula) anasazi is een tweevleugelige uit de familie langpootmuggen (Tipulidae). De soort komt voor in het Nearctisch gebied.